# Fejervarya kawamurai
Fejervarya kawamurai är ett groddjur i familjen Dicroglossidae. Populationen infogades före 2011 i Fejervarya limnocharis.
Arten förekommer på södra Honshu och på japanska öar längre söderut. Dessutom finns en introducerad population kring Tokyo. För en population i östra Kina är oklart om den tillhör denna art eller Fejervarya limnocharis. Groddjuret lever i låglandet och i kulliga regioner upp till 300 meter över havet. Habitatet utgörs av risodlingar och fuktiga gräsmarker. Parningen sker mellan maj och augusti. Honorna lägger ägg flera gånger, och tillsammans bildar de en boll. Metamorfosen sker under följande år i juni. Fejervarya kawamurai har vanligen myror, flugor och andra små insekter som byten. Ibland fångas en mindre groda.
För beståndet är inga hot kända. Fejervarya kawamurai är vanlig förekommande. IUCN listar arten som livskraftig (LC).